# ナワフ・シュクララ
ナワフ・アブドゥッラー・ガィヤト・シュクララ（アラビア語: نواف عبدالله غياث شكرالله 、英: Nawaf Abdullah Ghayyath Shukralla, 1976年10月13日 - ）はバーレーン出身のサッカー審判員である。

## 概要
バーレーン・プレミアリーグでサッカー審判員のキャリアを開始した後、2007年にFIFAのライセンスを取得し国際審判員として活動している。母語であるアラビア語の他に、第二言語として英語を使用できる。身長は178cm、副業は法規調査。
2011年に開催された2011 FIFA U-17ワールドカップにおいて2試合で主審を務めた。また、AFCアジアカップ2011では2試合で主審を務めた。
同年11月15日に、朝鮮民主主義人民共和国の首都である平壌にある金日成競技場で行われた、サッカー朝鮮民主主義人民共和国代表(北朝鮮)対サッカー日本代表の試合で主審を務めた。
2012年に発表された2014 FIFAワールドカップ主審の予備リストにも名前を連ねている。

## 担当した主な国際大会

### AFCアジアカップ2011
AFCアジアカップ2011では2試合を担当した。
- グループA:  ウズベキスタン vs  クウェート
- グループD:  イラン vs  朝鮮民主主義人民共和国

### FIFAワールドカップ・アジア予選
- 2014 FIFAワールドカップ・アジア予選
  - 2次予選： シンガポール vs  マレーシア
  - 3次予選：グループA  イラク vs  ヨルダン、グループC  朝鮮民主主義人民共和国 vs  日本
  - 4次予選：グループA  レバノン vs  カタール、グループB  オマーン vs  ヨルダン、グループB  日本 vs  オーストラリア

### FIFAワールドカップ
| 2014FIFAワールドカップ ブラジル大会 | 2014FIFAワールドカップ ブラジル大会 | 2014FIFAワールドカップ ブラジル大会 | 2014FIFAワールドカップ ブラジル大会 |
| 日付                                | 対戦カード                          | 会場                                | ラウンド                            |
| ----------------------------------- | ----------------------------------- | ----------------------------------- | ----------------------------------- |
| 2014年6月23日                       | オーストラリア 0 – 3 スペイン       | クリチバ                            | グループステージ                    |
| 2014年6月26日                       | ポルトガル 2 – 1 ガーナ             | ブラジリア                          | グループステージ                    |
| 2018FIFAワールドカップ ロシア大会   |                                     |                                     |                                     |
| 日付                                | 対戦カード                          | 会場                                | ラウンド                            |
| 2018年6月19日                       | ポーランド 1 – 2 セネガル           | モスクワ                            | グループステージ                    |
| 2018年6月28日                       | パナマ 1 – 2 チュニジア             | サランスク                          | グループステージ                    |